# Meis

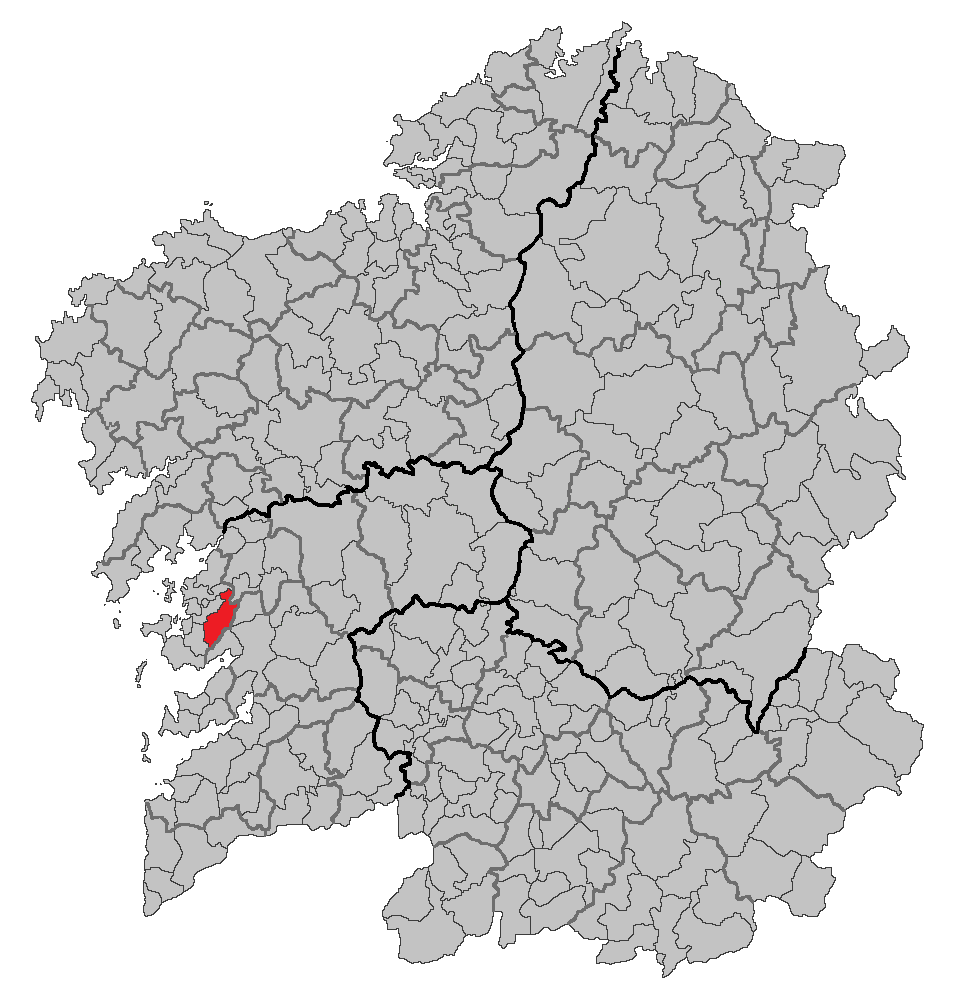
Localização de Meis

Meis é um município da Espanha na província de Pontevedra, comunidade autónoma da Galiza, de área 51,9 km² com população de 5004 habitantes (2004) e densidade populacional de 95,10 hab/km².

## Demografia
| Variação demográfica do município entre 1991 e 2004 | Variação demográfica do município entre 1991 e 2004 | Variação demográfica do município entre 1991 e 2004 | Variação demográfica do município entre 1991 e 2004 |
| --------------------------------------------------- | --------------------------------------------------- | --------------------------------------------------- | --------------------------------------------------- |
| 1991                                                | 1996                                                | 2001                                                | 2004                                                |
| 5102                                                | 5017                                                | 5017                                                | 5004                                                |